# Itaquitinga
Itaquitinga là một đô thị thuộc bang Pernambuco, Brasil. Đô thị này có diện tích 117,382 km², dân số năm 2007 là 15115 người, mật độ 128,77 người/km².